# Andrew Zimmern

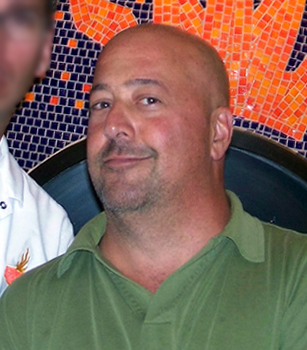
Andrew Zimmern

Andrew Zimmern (* 4. Juli 1961 in New York, USA) ist ein US-amerikanischer Showmaster, Journalist und Autor. Er wurde durch die Sendung Der Alles-Esser – So schmeckt die Welt bekannt.

## Karriere
Zimmern wurde in New York geboren, wo er auch aufwuchs. Der jüdische Zimmern besuchte die Dalton School und danach das Vassar College. Danach war er als Geschäftsführer oder Manager von verschiedenen Restaurants tätig, hielt Vorlesungen und schrieb erste Bücher.
Anfang der 1990er Jahre war Zimmern drogen- und alkoholsüchtig und obdachlos. In dieser Zeit stahl er Geld, um zu überleben.
Im Café Un Deux Trois war er fast fünf Jahre Chefkoch. 2006 war er im Travel Channel mit Bizarre Foods with Andrew Zimmern erstmals zu sehen. 2009 wurde die Sendung in Andrew Zimmern's Bizarre World umbenannt. 2012 gab es mit Bizarre Foods America ein Spin-off zu den vorherigen Sendungen.
Zimmern ist verheiratet und Vater eines Sohnes. Mit seiner Familie lebt er in Edina, Minnesota.

## Filmographie
- seit 2006: Bizarre Foods with Andrew Zimmern
- 2007: Anthony Bourdain – eine Frage des Geschmacks
- 2008–2009: Bizarre Worlds with Andrew Zimmern
- 2008–2009: Man v. Food
- 2010: Unique Eats
- 2010–2011: Dining with Death
- 2011: The Traveler's Guide to Life
- 2011: The Best Thing I Ever Ate
- 2011: Bitchin' Kitchen
- 2011–2012: Iron Chef America: The Series
- 2012: Diners, Drive-ins and Dives
- 2012: The Best Thing I Ever Made
- 2012–2014: Appetite for Life
- 2013: The Border Check with Andrew Zimmern
- 2014: My Hometown with Andrew Zimmern
- 2015: Best.Ever.
- 2015: Bizarre Foods – Delicious Destinations
- 2015: Metropolis

### Fernsehauftritte
- 2007: The Tonight Show with Jay Leno
- 2007: Live with Regis and Kathie Lee
- 2008: Last Call with Carson Daly
- 2011: The Joy Behar Show
- 2011: Die Rachael Ray Show
- 2012: Watch What Happens: Live
- 2012: The Talk
- 2012: Hello! Hollywood
- 2012: Live with Regis and Kathie Lee
- 2013: Live with Regis and Kathie Lee
- 2013: The Chew
- 2014: The Queen Latifah Show
- 2014: The Playboy Morning Show
- 2014: Top Chef Duels
- 2014: CBS This Morning
- 2015: Chopped
- 2015: Die Rachael Ray Show